# Bancroft (Nebraska)
Bancroft è un comune degli Stati Uniti d'America, situato nello Stato del Nebraska, nella Contea di Cuming.